# Bajanî, Busk
Bajanî (în ucraineană Бажани) este un sat în comuna Turea din raionul Busk, regiunea Liov, Ucraina.

## Demografie
Componența lingvistică a localității Bajanî
     Ucraineană (100%)
Conform recensământului din 2001, toată populația localității Bajanî era vorbitoare de ucraineană (100%).